# Europamästerskapen i simhopp 2009
Europamästerskapen i simhopp 2009 hölls i Turin, Italien den 1-5 april 2009. Det var första gången som EM i simhopp ej hölls i samband med europamästerskapen i simsport.

## Resultat

### Herrar
| Gren                         | Guld                                             | Silver                                   | Brons                                          |
| 1 m svikt                    | Illja Kvasja                                     | Christopher Sacchin                      | Pavlo Rozenberg                                |
| 3 m svikt                    | Aleksandr Dobroskok                              | Illja Kvasja                             | Michele Benedetti                              |
| 3 m synkroniserad svikt      | Ukraina Illja Kvasja Oleksij Viktorovyč Pryhorov | Ryssland Illja Zakharov Gleb Galperin    | Italien Tommaso Marconi Nicola Marconi         |
| 10 m plattform               | Aleksey Kravchenko                               | Dmitry Dobroskok                         | Patrick Hausding                               |
| 10 m synkroniserad plattform | Tyskland Sascha Klein Patrick Hausding           | Ryssland Oleg Vikulov Aleksey Kravchenko | Ukraina Oleksandr Bondar Oleksandr Gorškovozov |

### Damer
| Gren                         | Guld                                        | Silver                                     | Brons                                        |
| 1 m svikt                    | Tania Cagnotto                              | Maria Marconi                              | Katja Dieckow                                |
| 3 m svikt                    | Tania Cagnotto                              | Olena Fedorova                             | Katja Dieckow                                |
| 3 m synkroniserad svikt      | Italien Tania Cagnotto Francesca Dallapè    | Tyskland Katja Dieckow Nora Subschinski    | Ukraina Olena Fedorova Alevtina Korolyova    |
| 10 m plattform               | Julija Koltunova                            | Nora Subschinski                           | Brooke Graddon                               |
| 10 m synkroniserad plattform | Ryssland Natalia Goncharova Julia Koltunova | Tyskland Nora Subschinski Josephine Möller | Storbritannien Helen Galashan Carol Galashan |

## Medaljfördelning
| Pl.    | Nation         | Guld | Silver | Brons | Totalt |
| ------ | -------------- | ---- | ------ | ----- | ------ |
| 1      | Ryssland       | 4    | 3      | 0     | 7      |
| 2      | Italien        | 3    | 2      | 2     | 7      |
| 3      | Ukraina        | 2    | 2      | 2     | 6      |
| 4      | Tyskland       | 1    | 3      | 4     | 8      |
| 5      | Storbritannien | 0    | 0      | 2     | 2      |
| Totalt | Totalt         | 10   | 10     | 10    | 30     |